# Friedhof I (Gotha)

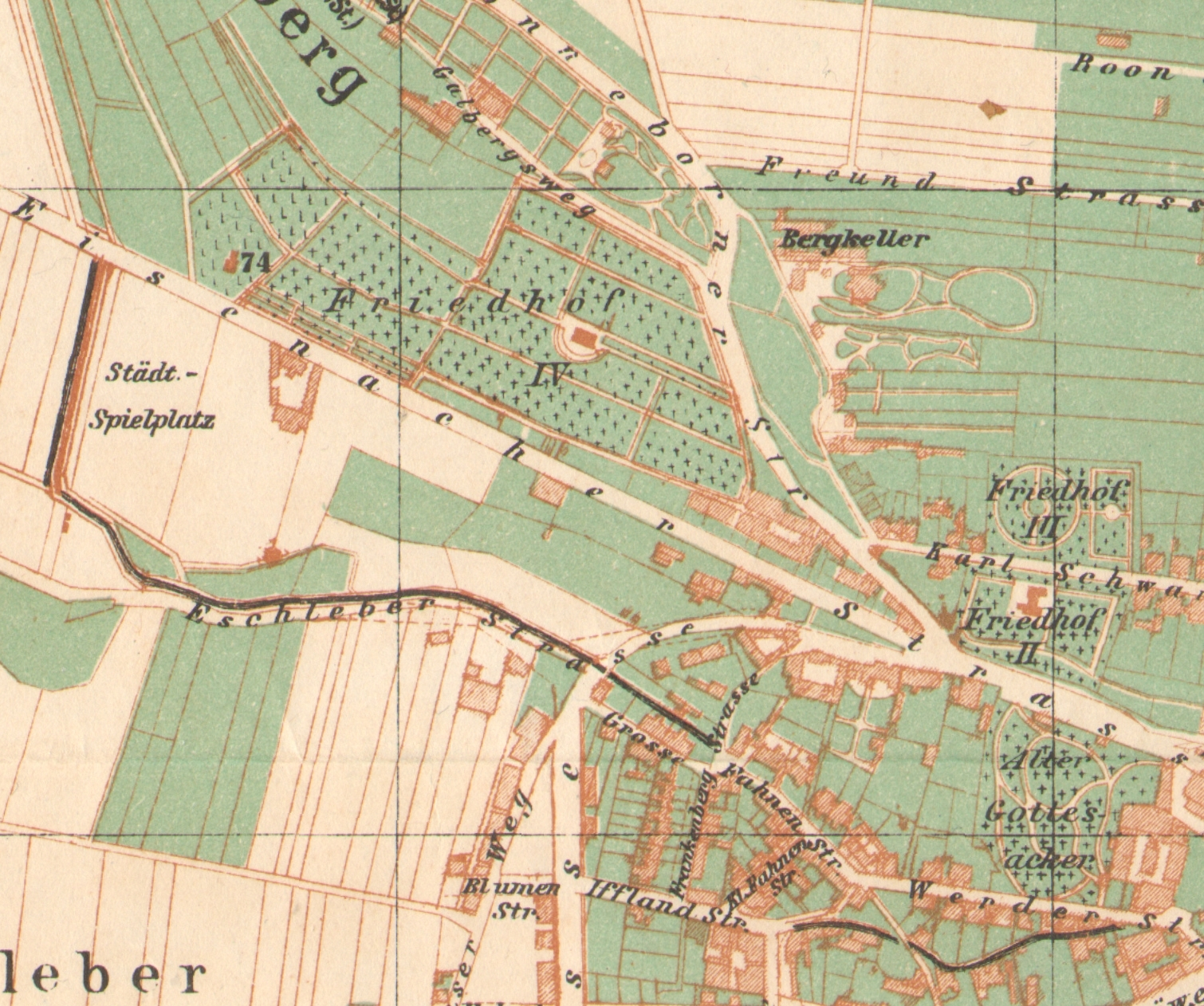
Auszug aus dem amtlichen Gothaer Stadtplan von 1905 mit dem Alten Gottesacker in der rechten unteren Ecke

Der Friedhof I (auch Alter Gottesacker genannt) war einer der alten Friedhöfe der Stadt Gotha.

## Geschichte

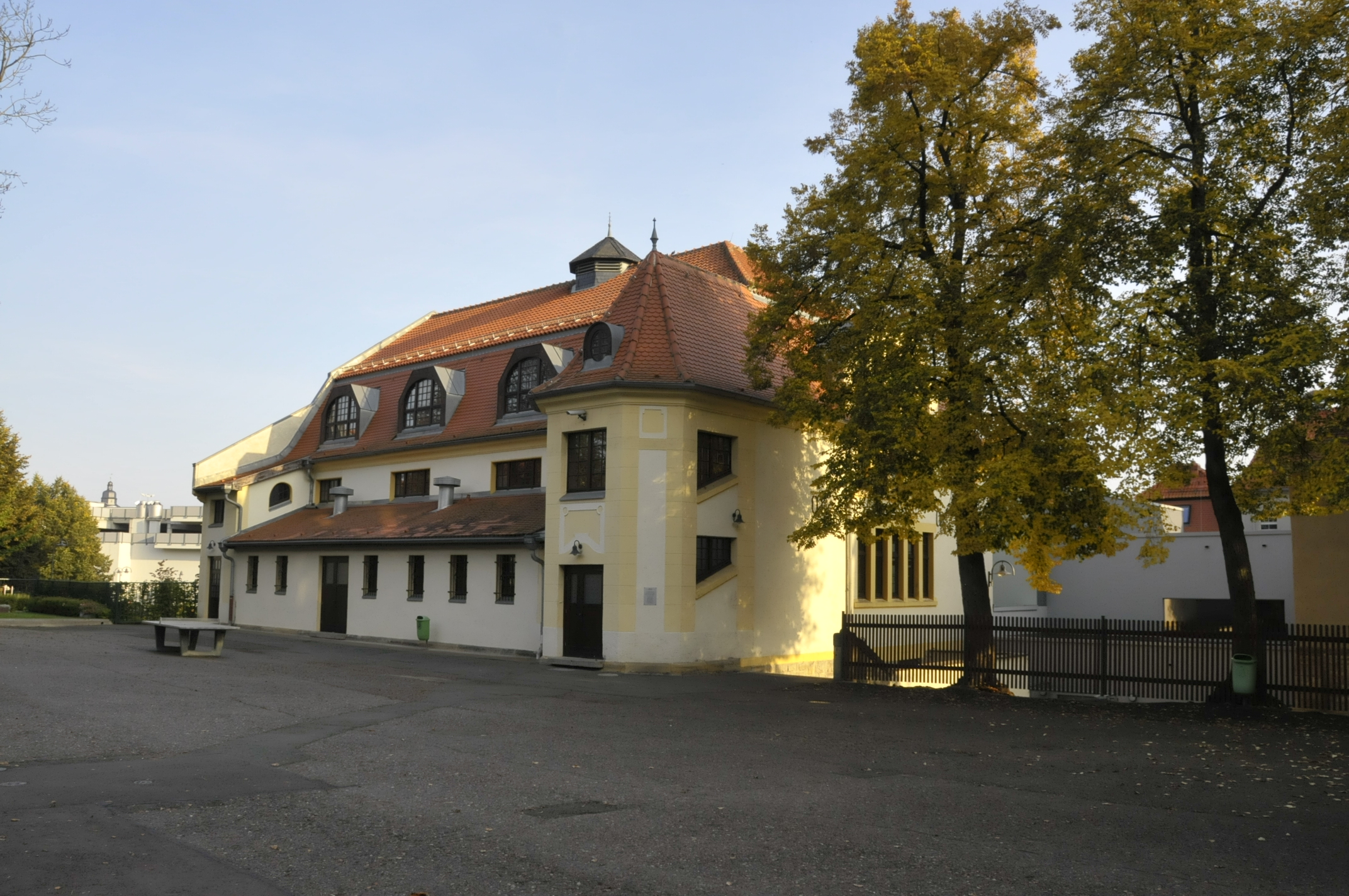
Die Turnhalle der Arnoldischule steht auf dem Platz der ehemaligen St.-Katharinenkirche

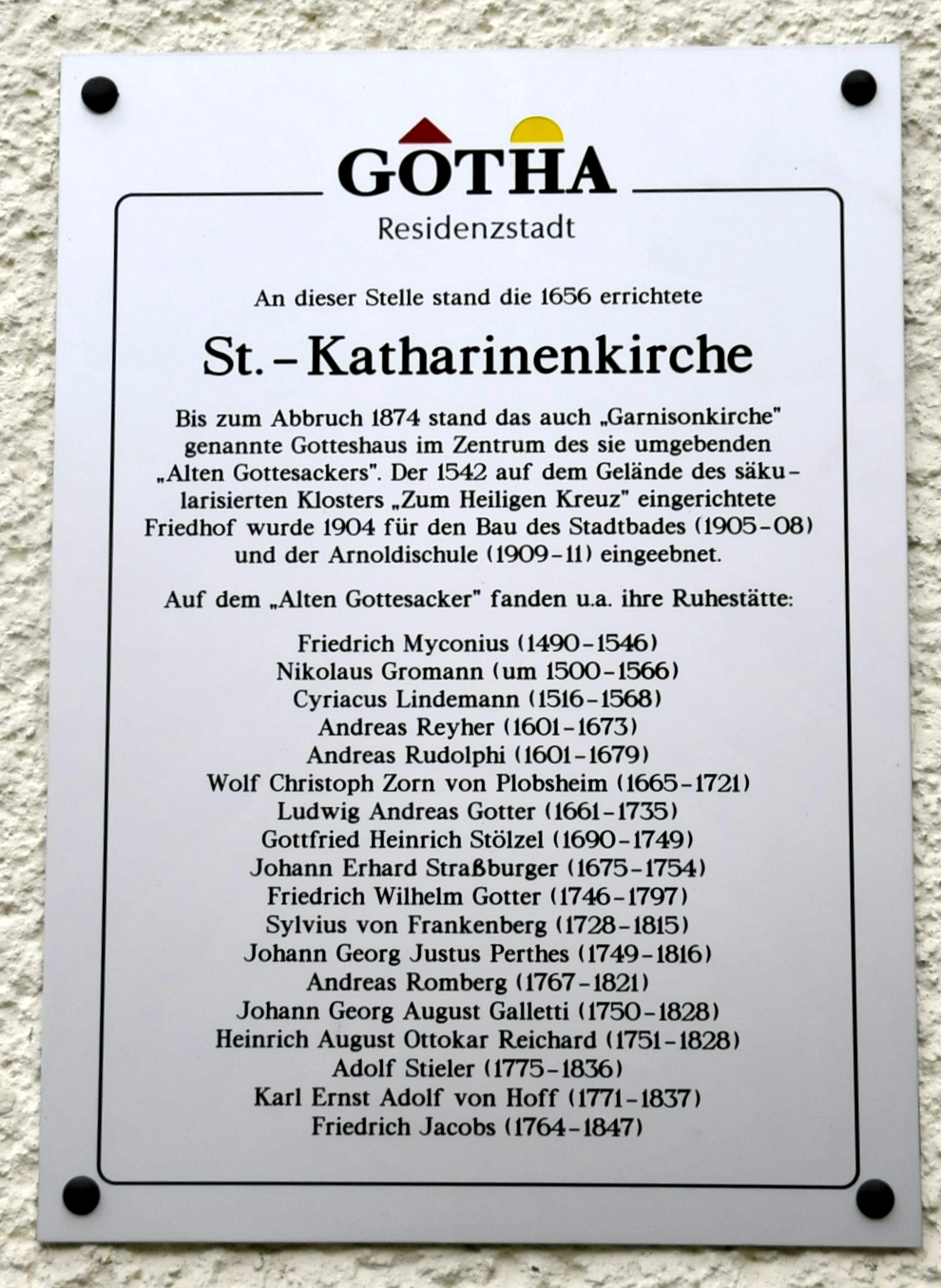
Infotafel an der Turnhalle

Wie auch anderenorts lagen die Friedhöfe des alten Gotha bis ins 16. Jahrhundert als Kirchhöfe innerhalb der Stadt rund um die Pfarr- und Klosterkirchen. Friedrich Myconius, der bedeutende Gothaer Reformator, veranlasste 1542 aus Platz- und hygienischen Gründen die Schließung und Einebnung der alten Friedhöfe um St. Augustin am Klosterplatz und St. Margarethen am Neumarkt. An ihrer statt ließ er außerhalb der Stadtmauer vor dem Brühler Tor einen gemeinsamen städtischen Gottesacker anlegen. Dieser Friedhof I (seit der Eröffnung von Friedhof II auch Alter Gottesacker genannt) befand sich dort, wo heute zwischen Bohnstedtstraße und Eisenacher Straße die Arnoldischule und das Stadtbad stehen.
Zuvor befanden sich auf dem Gelände die Klostergebäude der Zisterziensernonnen vom Orden des Heiligen Kreuzes. Das 1254 gegründete „Kloster zum Heiligen Kreuz“ (auch Kreuzkloster genannt) wurde 1524 im Zuge der Reformation aufgelöst, fiel zwischen 1531 und 1540 an die Stadt und wurde für die Anlage des neuen Gottesackers bis 1542 abgebrochen.
Um das zwischen der Stadtmauer und dem neuen Friedhof offen fließende Wiegwasser queren zu können, wurde eine hölzerne Brücke errichtet, die fortan alle Leichenzüge passieren mussten. Im Volksmund wurde die Brücke daher Totenbrücke genannt. Sie verschwand erst 1870 im Zuge der Kanalisierung des Wiegwassers und der Anlage der Werderstraße (heute Bohnstedtstraße).
1656 wurde auf dem Friedhof die kleine Holzkirche „St. Katharina“ (später auch Alte Gottesackerkirche genannt) errichtet, die nach einem Umbau im Jahre 1712 zur Garnisonskirche der Stadt bestimmt wurde. 1874 wurde sie wegen Baufälligkeit abgebrochen, im selben Jahr wurde der Friedhof per Stadtratsbeschluss vom 15. Mai Aus Gründen der Gesundheitspolizei […] für Beerdigungen beziehungsweise für die Beisetzung von Leichen in Grüften oder Gewölben geschlossen.
1904 wurden in Vorbereitung auf den Bau des Stadtbades alle Grabdenkmale abgeräumt und das Friedhofsgelände eingeebnet. Einige wenige Grabsteine (z. B. von Myconius, Reyher, Glassius, Buddeus, Perthes und Galletti) wurden geborgen und anderenorts (u. a. im Kreuzgang der Augustinerkirche) aufgestellt. Auf dem einstigen Friedhofsgelände entstanden das Stadtbad (1905–1908, heute Altes Stadtbad, u. a. mit einer 15.000 Mark-Spende von Johann Ehrenfried Freund) sowie die Arnoldischule mit Turnhalle (1909–1911).

## Gräber bedeutender Persönlichkeiten
Unter anderem fanden hier ihre letzte Ruhestätte:(alphabetisch sortiert)
- Karl Gottlieb Bretschneider (1776–1848), Generalsuperintendent und Herausgeber der Werke Melanchthons
- Johann Franz Buddeus (1667–1729), Philosoph und evangelisch-lutherischer Theologe
- Karl Franz Buddeus (1695–1753), Jurist und Staatsmann, Sohn von Johann Franz Buddeus
- Sylvius Friedrich von Frankenberg und Ludwigsdorff (1728–1815),  Gothaer Staatsminister
- Johann Georg August Galletti (1750–1828), Professor am Gothaer Gymnasium Illustre und Verfasser zahlreicher Geschichtswerke, das Muster eines zerstreuten Professors
- Christian August Geutebrück (1759–1817), gothaischer Archiv und Regierungsrat
- Salomo Glassius (1593–1656), lutherischer Theologe
- Friedrich Wilhelm Gotter (1746–1797),  Schriftsteller und Lyriker
- Ludwig Andreas Gotter (1661–1735), Kirchenlieddichter und Jurist
- Nikolaus Gromann (um 1500–1566), Hofbaumeister
- Karl Ernst Adolf von Hoff (1771–1837), Forschungsreisender und Begründer der Geologie als moderne Wissenschaft von der Erdgeschichte
- Friedrich Jacobs (1764–1847), Klassischer Philologe, Professor am Gothaer Gymnasium Illustre, Ehrenbürger der Stadt Gotha
- Maria Elisabetha Jacobs geb. Volck (1655–1720), Vorfahrin des Philologen Friedrich Jacobs
- Cyriakus Lindemann (1516–1568), Pädagoge
- Johann Adam Löw (1710–1775), Generalsuperintendent
- Friedrich Myconius (1490–1546), bedeutender Reformator, Mitstreiter und Freund Martin Luthers und Philipp Melanchthons, Gothas erster evangelisch-lutherischer Pfarrer
- Johann Georg Justus Perthes (1749–1816), Buchhändler und Verleger
- Wolf Christoph Zorn von Plobsheim (1665[3]–1721), Architekt des Barock
- Heinrich August Ottokar Reichard (1751–1828), herzoglicher Bibliothekar und Theaterschriftsteller
- Andreas Reyher (1601–1673), Theologe, Pädagoge und Reformator des Schulwesens im Herzogtum Gotha
- Andreas Romberg (1767–1821): Violinvirtuose, Komponist und Dirigent
- Andreas Rudolph(i) (1601–1679), Festungsbaumeister und Erbauer von Schloss Friedenstein
- Adolf Stieler (1775–1836), Begründer der wissenschaftlichen Atlasgeographie und Mitarbeiter Ernst Wilhelm Arnoldis bei der Gründung der Gothaer Lebensversicherungsbank
- Gottfried Heinrich Stölzel (1690–1749), Kapellmeister und Komponist
- Johann Erhard Straßburger (1675–1754), Architekt des Barock
- Thomas Bachofen von Echt (1540–1597), Bürgermeister zu Gotha
- Johann Friedrich Bachoff von Echt (1643–1726), Gothaischer Minister und Kanzler

## Sonstiges
Ein erhaltener baulicher Rest des Alten Gottesackers soll das in die südliche Umfassungsmauer des Friedhofes II eingelassene und vermauerte Pestpförtchen sein, das aus dem Jahre 1554 stammt.
Seit 2012 erinnert eine Gedenktafel an der Turnhalle der Arnoldischule an den Alten Gottesacker, die einst hier befindliche St.-Katharinenkirche und 18 bedeutende Gothaer, die hier ihre Ruhestätte fanden.